# Charte de La Havane
La charte de La Havane a été négociée au sortir de la Seconde Guerre mondiale. Cette charte prévoyait la création d'une Organisation internationale du commerce (OIC) totalement intégrée à l'ONU. Cette charte est signée le 24 mars 1948 mais elle n'est pas ratifiée par le sénat américain (changement de majorité entre-temps). Néanmoins les négociations continuent quelque temps, les clauses du GATT (accord général sur les tarifs douaniers et le commerce) étant utilisées pour régler les échanges internationaux dans l'attente d'une ratification. Le GATT avait été signé en 1947 et prévoyait la signature d'accords multilatéraux en attendant la validation de la charte de la Havane. 
Cette charte est abandonnée en 1950. Il faudra attendre la création de l'OMC (Organisation mondiale du commerce) pour qu'apparaisse un organisme chargé de réguler le commerce international. 

## Histoire
Par une réalisation en date du 18 février 1946, le Conseil économique et social des Nations unies décidait de convoquer une « Conférence internationale sur le commerce et l'emploi en vue de favoriser le développement de la production, des échanges et de la consommation des marchandises ». 
La Conférence s'est réunie à La Havane (Cuba) du 21 novembre 1947 au 24 mars 1948. Elle a arrêté le texte de la Charte de La Havane « instituant une Organisation internationale du commerce » (OIC), qui a été soumis aux gouvernements représentés à la Conférence.

## Propositions
Dans son principe la Charte de La Havane s'opposait totalement aux principes du libre-échange de l'actuel OMC : elle proposait une approche très différente des conceptions actuelles du commerce international, le développement de chaque pays étant fondé sur la coopération et non sur la concurrence. 
Cette Charte proposait:
- L'intégration du plein emploi dans ses objectifs « Atteindre les objectifs fixés par la Charte des Nations unies, particulièrement le relèvement des niveaux de vie, le plein emploi et les conditions de progrès et de développement. » (article 1)

- L'Équilibre de la balance des paiements : aucun pays ne devait être en situation structurelle d’excédent ou de déficit de sa balance des paiements.  (article 3 et article 4)

- De favoriser la coopération « les États membres coopéreront entre eux, avec le Conseil économique et social des Nations unies, avec l’OIT, ainsi qu'avec les autres organisations intergouvernementales compétentes, en vue de faciliter et de favoriser le développement industriel et le développement économique général ainsi que la reconstruction des pays dont l'économie a été dévastée par la guerre. » (article 10)

- L'adoption de normes de travail équitables : « les États membres reconnaissent que les mesures relatives à l'emploi doivent pleinement tenir compte des droits qui sont reconnus aux travailleurs par des déclarations, des conventions et des accords intergouvernementaux. Ils reconnaissent que tous les pays ont un intérêt commun à la réalisation et au maintien de normes équitables de travail en rapport avec la productivité de la main-d'œuvre et, de ce fait, aux conditions de rémunération et de travail meilleures que cette productivité rend possibles. Les États membres reconnaissent que l'existence de conditions de travail non équitables, particulièrement dans les secteurs de la production travaillant pour l'exportation, crée des difficultés aux échanges internationaux. En conséquence, chaque État membre prendra toutes les mesures appropriées et pratiquement réalisables en vue de faire disparaître ces conditions sur son territoire. »  (article 7)

- Le contrôle des mouvements de capitaux (article 12): un État membre de l’OIC a le droit : 
  - de prendre toutes mesures appropriées de sauvegarde nécessaires pour assurer que les investissements étrangers « ne serviront pas de base à une ingérence dans ses affaires intérieures ou sa politique nationale » ;
  - de déterminer s'il « autorisera, à l'avenir, les investissements étrangers, et dans quelle mesure et à quelles conditions il les autorisera » ;
  - de prescrire et d'appliquer « des conditions équitables en ce qui concerne la propriété des investissements existants et à venir ».

- L'autorisation des aides de l’État:  « les États membres reconnaissent que, pour faciliter l'établissement, le développement ou la reconstruction de certaines branches d'activité industrielle ou agricole, il peut être nécessaire de faire appel à une aide spéciale de l'État et que, dans certaines circonstances, l'octroi de cette aide sous la forme de mesures de protection est justifié. » (article 13)

- Des accords préférentiels sont possibles dans un cadre coopératif: « les États membres reconnaissent que des circonstances spéciales, notamment le besoin de développement économique ou de reconstruction, peuvent justifier la conclusion de nouveaux accords préférentiels entre deux ou plusieurs pays, en considération des programmes de développement économique ou de reconstruction d'un ou de plusieurs d'entre eux. » (article 15)

- L'autorisation de subventions dans certaines circonstances  : « les dispositions du présent article n'interdiront pas l'attribution aux seuls producteurs nationaux de subventions, y compris les subventions provenant du produit des taxes ou impositions intérieures… et les subventions dans la forme d'achat de produits nationaux par les pouvoirs publics ou pour leur compte. Les États membres reconnaissent que le contrôle des prix intérieurs par fixation de maxima ... peut avoir des effets préjudiciables pour les intérêts des États membres qui fournissent des produits importés. En conséquence, les États membres qui appliquent de telles mesures prendront en considération les intérêts des États membres exportateurs en vue d'éviter ces effets préjudiciables, dans toute la mesure où il sera possible de le faire. » (article 18)

- L'interdiction du dumping: « aucun État membre n'accordera directement ou indirectement de subvention à l'exportation d'un produit quelconque, n'établira ni ne maintiendra d'autre système, lorsque cette subvention ou ce système aurait pour résultat la vente de ce produit à l'exportation à un prix inférieur au prix comparable demandé pour le produit similaire aux acheteurs du marché intérieur ». (article 26)

- Le possible recours à des restrictions quantitatives dans les circonstances suivantes (article 20):
  - pendant la durée nécessaire pour prévenir une « pénurie grave de produits alimentaires ou d'autres produits essentiels pour l'État membre exportateur ou pour remédier à cette pénurie » ;
  - concernant les produits de l'agriculture ou des pêcheries, « quand elles sont nécessaires à l'application de mesures gouvernementales ayant effectivement pour résultat : de restreindre la quantité du produit national similaire qui peut être mise en vente ou produite ou, s'il n'y a pas de production nationale substantielle du produit similaire, celle d'un produit national de l'agriculture ou des pêcheries auquel le produit importé peut être directement substitué » ;
  - de résorber un excédent temporaire du produit national similaire ou, s'il n'y a pas de production nationale substantielle du produit similaire, d'un produit national de l'agriculture ou des pêcheries auquel le produit importé peut être directement substitué, « en mettant cet excédent à la disposition de certains groupes de consommateurs du pays, à titre gratuit, ou à des prix inférieurs au cours du marché » ;
  - de restreindre la quantité qui peut être produite de tout produit d'origine animale dont la production dépend directement, en totalité ou pour la majeure partie, du produit importé, « lorsque la production nationale de ce dernier est relativement négligeable ».

- Les produits de base sont considérés comme une catégorie particulière, considérant qu'un « système destiné à stabiliser soit le prix intérieur d'un produit de base soit la recette brute des producteurs nationaux d'un produit de ce genre, indépendamment des mouvements des prix à l'exportation, qui a parfois pour résultat la vente de ce produit à l'exportation à un prix inférieur au prix comparable demandé pour un produit similaire aux acheteurs du marché intérieur, ne sera pas considéré comme une forme de subvention à l'exportation ».(article 27), et à l'inverse l’article 28 stipule que « tout État membre qui accorde, sous une forme quelconque, une subvention ayant directement ou indirectement pour effet de maintenir ou d'accroître ses exportations d'un produit de base, n'administrera pas cette subvention de façon à conserver ou à se procurer une part du commerce mondial de ce produit supérieure à la part équitable qui lui revient. »